# Vobiscum Satanas
Vobiscum Satanas (latinski: "Neka Sotona bude s vama") drugi je studijski album švedskog black metal-sastava Dark Funeral. Diskografska kuća No Fashion Records objavila ga je 27. travnja 1998. Prvi je album s pjevačem Emperorom Magusom Caligulom i jedini s gitaristom Typhosom i bubnjarom Alzazmonom. Gitarist Lord Ahriman jedini je član sastava koji se pojavio i na prethodnom uratku.
Album je naknadno remasteriran i diskografska kuća Regain Records objavila ga je 2007. na CD-u. To je izdanje objavljeno u nakladi od 3000 primjeraka, a sadrži i četiri dodatne pjesme snimljene uživo na festivalu Hultsfreds iz 1998.

## Popis pjesama
| 1.    | »Ravenna Strigoi Mortii«     | 4:27 |
| 2.    | »Enriched by Evil«           | 4:43 |
| 3.    | »Thy Legions Come«           | 4:13 |
| 4.    | »Evil Prevail«               | 4:28 |
| 5.    | »Slava Satan«                | 3:59 |
| 6.    | »The Black Winged Horde«     | 4:38 |
| 7.    | »Vobiscum Satanas«           | 5:00 |
| 8.    | »Ineffable King of Darkness« | 3:38 |
| 35:06 |                              |      |

| Dodatne pjesme na remasteriranoj inačici | Dodatne pjesme na remasteriranoj inačici    | Dodatne pjesme na remasteriranoj inačici | Dodatne pjesme na remasteriranoj inačici | Dodatne pjesme na remasteriranoj inačici | Dodatne pjesme na remasteriranoj inačici | Dodatne pjesme na remasteriranoj inačici | Dodatne pjesme na remasteriranoj inačici | Dodatne pjesme na remasteriranoj inačici | Dodatne pjesme na remasteriranoj inačici |
| Br.                                      | Skladba                                     | Trajanje                                 |                                          |                                          |                                          |                                          |                                          |                                          |                                          |
| ---------------------------------------- | ------------------------------------------- | ---------------------------------------- | ---------------------------------------- | ---------------------------------------- | ---------------------------------------- | ---------------------------------------- | ---------------------------------------- | ---------------------------------------- | ---------------------------------------- |
| 9.                                       | »Enriched by Evil« (uživo, 1998.)           | 4:41                                     |                                          |                                          |                                          |                                          |                                          |                                          |                                          |
| 10.                                      | »Thy Legions Come« (uživo, 1998.)           | 4:15                                     |                                          |                                          |                                          |                                          |                                          |                                          |                                          |
| 11.                                      | »Vobiscum Satanas« (uživo, 1998.)           |                                          |                                          |                                          |                                          |                                          |                                          |                                          |                                          |
| 12.                                      | »Ineffable King of Darkness« (uživo, 1998.) | 3:28                                     |                                          |                                          |                                          |                                          |                                          |                                          |                                          |
| 52:31                                    |                                             |                                          |                                          |                                          |                                          |                                          |                                          |                                          |                                          |

## Zasluge
| Dark Funeral - Emperor Magus Caligula – vokal - Lord Ahriman – gitara - Typhos – bas-gitara - Alzazmon – bubnjevi | Ostalo osoblje - Peter Tägtgren – produkcija, miks - Guerilla Art – grafički dizajn, naslovnica albuma |